# Contos do Edgar

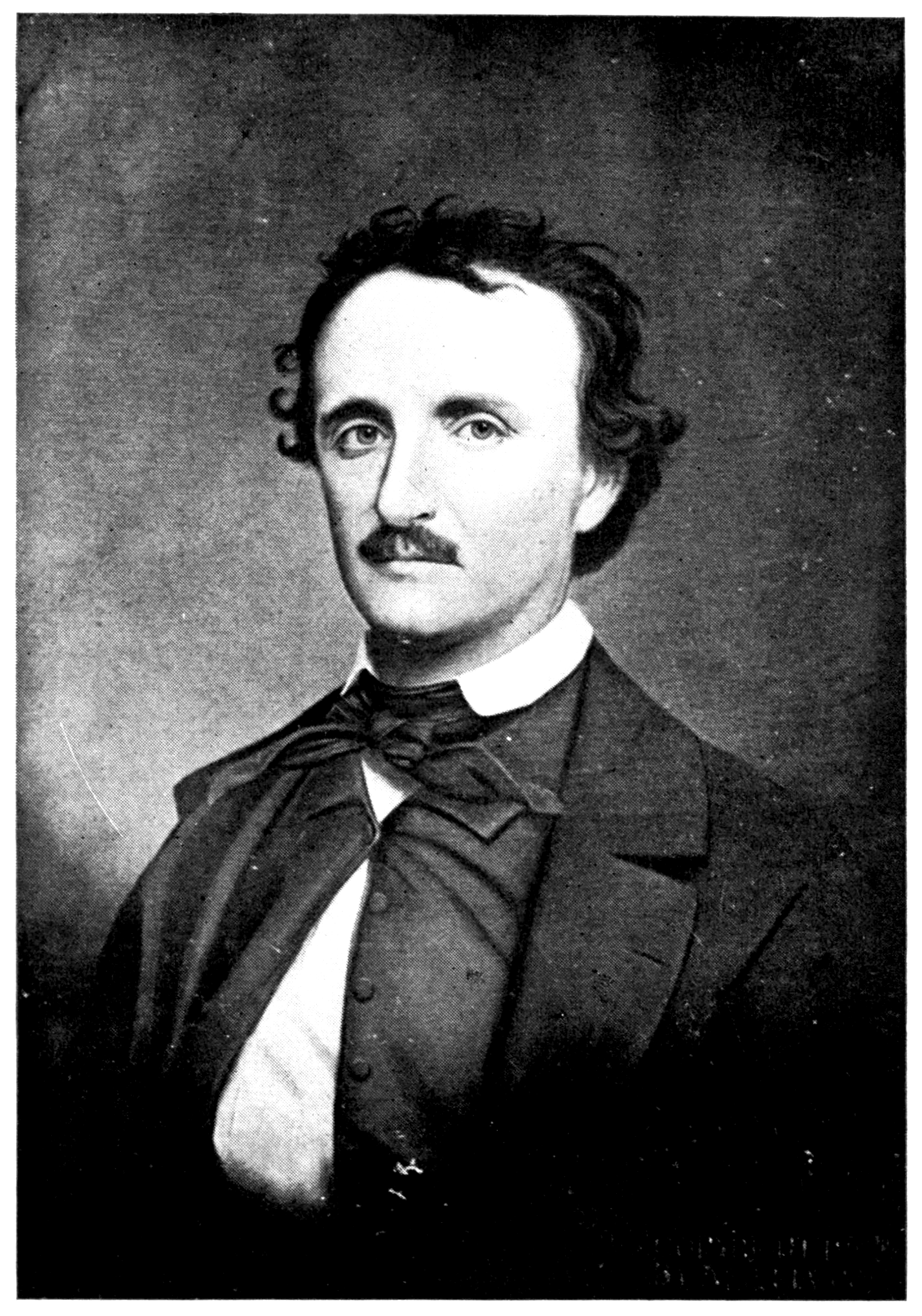
Edgar Allan Poe (1809-1849).

Contos do Edgar é uma série de TV em cinco episódios, produzida pela O2 Filmes e veiculada pela Fox Brasil em 2013.
A série, produzida por Fernando Meirelles, adaptou contos de Edgar Allan Poe, transpondo suas histórias para a cidade de São Paulo nos dias de hoje. Pedro Morelli dirigiu os episódios, com roteiro de Gabriel Hirschhorn.

## Sinopse
O personagem principal é Edgar (Marcus de Andrade), que trabalha na dedetizadora Nunca Mais, empresa de seu amigo Fortunato (Danilo Grangheia). Os dois são os únicos atores fixos do elenco. Em cada episódio, Edgar faz um serviço de desinsetização em alguma casa ou estabelecimento comercial, onde acontece uma tragédia.
A cantora Gaby Amarantos atuou no papel-título do primeiro episódio, "Berê", inspirado no conto Berenice.
No último episódio da temporada, revela-se o mistério no passado de Edgar, envolvendo sua mulher desaparecida, Lenora, e o papel desempenhado por Fortunato.

## Episódios
A série traz cinco episódios, sendo que todos eles são inspirados em contos de Edgar Allan Poe se passam na cidade de São Paulo, na contemporaneidade.
| Episódio | Inspirado em                                   |
| -------- | ---------------------------------------------- |
| Berê     | Berenice                                       |
| Priscila | Metzengerstein                                 |
| Íris     | O Coração Delator & O Demônio da Impulsividade |
| Cecília  | A Máscara da Morte Rubra                       |
| Lenora   | O Barril de Amontillado & O Gato Preto         |

## Elenco Principal
| Ator/Atriz        | Personagem |
| ----------------- | ---------- |
| Marcos de Andrade | Edgar      |
| Danilo Grangheia  | Fortunato  |

### Participação Especial
| Ator/Atriz         | Personagem    | Episódio       |
| ------------------ | ------------- | -------------- |
| Gaby Amarantos     | Berê          | 1.1 - Berê     |
| Maurício de Barros | Cicero        | 1.1 - Berê     |
| Nani de Oliveira   | Ivonete       | 1.1 - Berê     |
| Carlos Mariano     | Dr. Carlos    | 1.1 - Berê     |
| Joyce Almeida      | Priscila      | 1.2 - Priscila |
| Kauê Telloli       | Fred Mendonça | 1.2 - Priscila |
| Luciano Quirino    | Guilherme     | 1.2 - Priscila |
| Larissa Ferrara    | Íris          | 1.3 - Íris     |
| Jorge Cerruti      | Jorge         | 1.3 - Íris     |
| Thiago Freitas     | Maicom        | 1.3 - Íris     |
| Bri Fiocca         | Conceição     | 1.3 - Íris     |
| Dora Bueno         | Dona Lúcia    | 1.3 - Íris     |
| Germano Melo       | Renato        | 1.3 - Íris     |
| Rodrigo Mateus     | Amílcar       | 1.3 - Íris     |
| Carolina Borelli   | Cecília       | 1.4 - Cecília  |
| Marisol Ribeiro    | Andréia       | 1.4 - Cecília  |
| Júlia Ianina       | Leonora       | 1.5 - Leonora  |

## Ligações Externas
- Reportagem sobre as locações reais em São Paulo que foram usadas nas filmagens da série: https://vejasp.abril.com.br/coluna/series-sob-controle/8216-contos-do-edgar-onde-foram-gravadas-as-cenas-em-sao-paulo/
1. ↑  Anna Oliveira (28 de março de 2013 (atualizado em 27 de fevereiro de 2017).). Veja São Paulo Verifique data em: |data= (ajuda); Em falta ou vazio |título= (ajuda)